# Völkerstrafrecht

Logo des Internationalen Strafgerichtshofes

Als Völkerstrafrecht wird die Gesamtheit der völkerrechtlichen Normen bezeichnet, welche die Strafbarkeit einzelner Individuen unmittelbar regeln. Völkerrechtsverbrechen sind der Völkermord, Kriegsverbrechen, Verbrechen gegen die Menschlichkeit und das Verbrechen der Aggression. Bei diesen Verbrechen wird davon ausgegangen, dass ihre Auswirkungen über einen einzelnen Staat hinausgehen und die internationale Gemeinschaft insgesamt damit ein Interesse an einer strafrechtlichen Verfolgung der Verantwortlichen hat.
Zugleich erweisen sich das nationale Strafrecht und die nationale Justiz in diesen Fällen häufig als unzureichend. Da Völkerrechtsverbrechen in der Regel von Angehörigen eines Staatsapparats begangen oder zumindest unterstützt werden, können diese oftmals auf die nationale Strafverfolgung erheblichen Einfluss ausüben. Die hieraus folgende Straflosigkeit (englisch: impunity) der Täter wird nach heutigem Verständnis als Verstoß gegen die universell geltenden Menschenrechte der Opfer angesehen. Die Entwicklung des Völkerstrafrechts steht in engem Bezug zur Entwicklung der Menschenrechte. Während die Menschenrechte jedoch Individuen berechtigen, regelt das Völkerstrafrecht Verantwortung und Verpflichtung von Einzelpersonen. Dabei ist das Völkerstrafrecht – wie das Strafrecht allgemein – das schärfste Mittel (ultima ratio) und findet nur bei schwerwiegenden Menschenrechtsverletzungen Anwendung.
Das Völkerstrafrecht stellt eine entscheidende Veränderung zweier grundlegender Prinzipien des klassischen Völkerrechts dar. Indem es Einzelpersonen unmittelbar verpflichtet, stellt es einerseits einen Umbruch im hergebrachten völkerrechtlichen Verständnis dar, wonach allein Staaten Völkerrechtssubjekte sind. Zum anderen findet der Grundsatz der staatlichen Souveränität Einschränkungen, da schwere Menschenrechtsverletzungen nicht mehr als innere Angelegenheiten eines Staates angesehen werden, sondern international verfolgt werden können.
Neben den materiellrechtlichen Voraussetzungen, welche eine Strafbarkeit im Einzelnen festlegen, gehört auch das dazugehörige Prozessrecht zum Völkerstrafrecht. Hierzu gehören etwa Regelungen zur Verfahrensweise vor internationalen Strafgerichten. Die heute wichtigste Institution zur Durchsetzung des Völkerstrafrechts ist der Internationale Strafgerichtshof.

## Geschichte

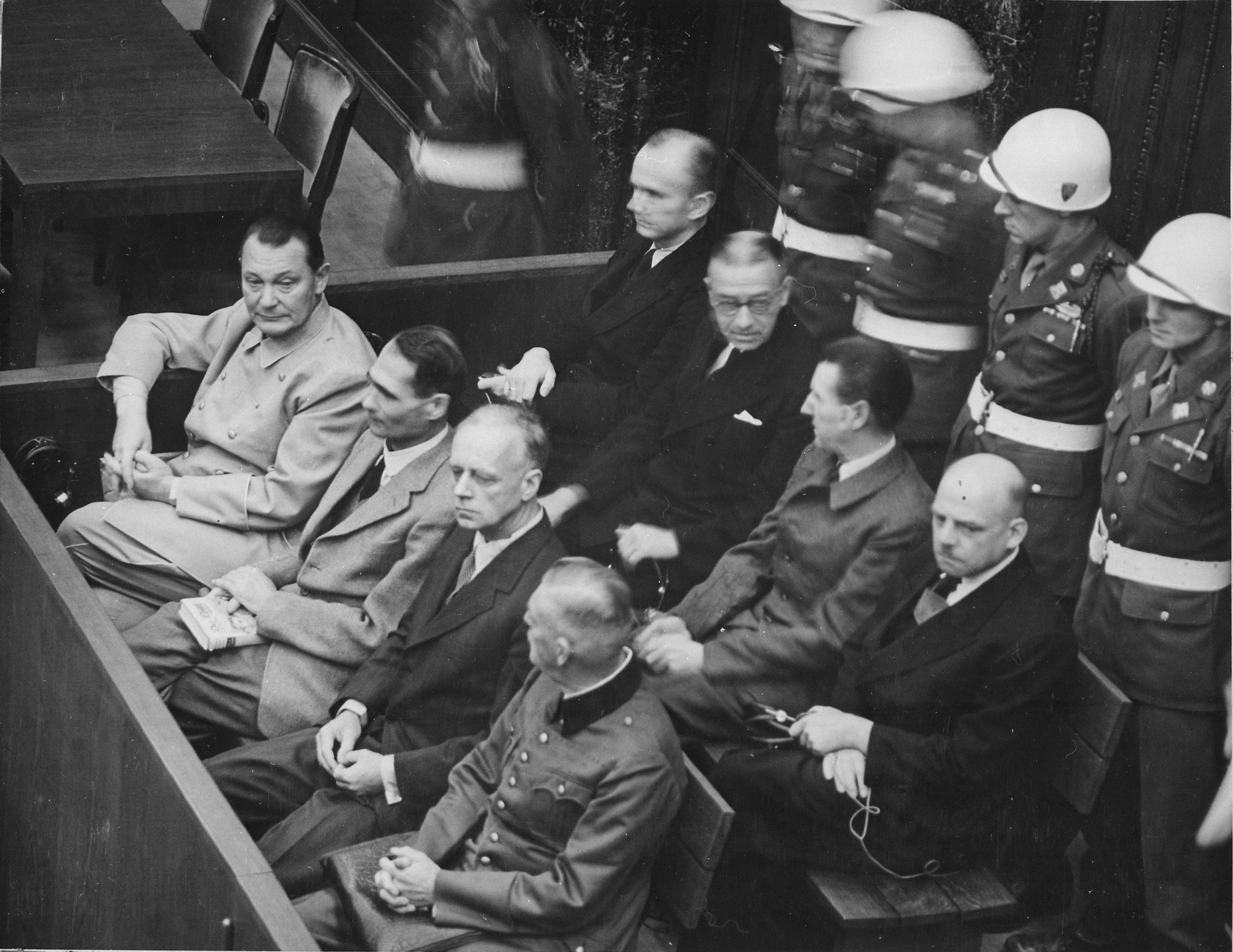
Acht der 24 Hauptangeklagten im Nürnberger Prozess gegen die Hauptkriegsverbrecher: Göring, Heß, von Ribbentrop, Keitel (vordere Reihe von links), Dönitz, Raeder, von Schirach und Sauckel (dahinter)

Ideen zur Schaffung einer internationalen Strafjustiz existieren historisch schon lange, doch erst im 20. Jahrhundert haben diese konkrete Gestalt angenommen. Nach dem Ersten Weltkrieg wurde im Versailler Vertrag die Anklage des deutschen Kaisers Wilhelm II. wegen internationaler Verbrechen vorgesehen. Aufgrund der Weigerung der Niederlande, Wilhelm II. auszuliefern, kam es aber nicht dazu (siehe auch: Leipziger Prozesse).
Die Geburtsstunde des Völkerstrafrechts war der Nürnberger Prozess gegen die Hauptkriegsverbrecher 1945/1946. Unter dem Eindruck der deutschen Vernichtungskriege in Europa während des Zweiten Weltkrieges und der staatlich organisierten Großverbrechen in der Zeit des Nationalsozialismus wurde mit dem Londoner Statut erstmals ein völkerrechtlicher Vertrag geschaffen, welcher bisher teilweise ungeschriebene Strafnormen des Völkerrechts kodifizierte und die strafrechtliche Verantwortlichkeit von Einzelpersonen unmittelbar nach Völkerrecht festschrieb. Eine dem Internationalen Militärgerichtshof in Nürnberg entsprechende Funktion hatte der Internationale Militärgerichtshof für den Fernen Osten. Diese Prozesse sowie die auf der Grundlage des Kontrollratsgesetzes Nr. 10 (kein Völkerrecht) durchgeführten Prozesse, insbesondere die zwölf Nürnberger Nachfolgeprozesse, haben noch heute wichtige Bedeutung für die Bestimmung des völkergewohnheitsrechtlichen Umfangs des Völkerstrafrechts.
Während des Kalten Krieges stagnierte die Entwicklung des Völkerstrafrechts weitgehend. Zwar wurden die Rechtsprinzipien der Nürnberger Prozesse durch mehrere Resolutionen der UN-Vollversammlung bestätigt. Die UN-Völkerrechtskommission fasste diese in den sog. „Nürnberger Prinzipien“ zusammen und veröffentlichte mehrere Entwürfe für eine Kodifikation des Völkerstrafrechts. Eine tatsächliche Verfolgung von Völkerrechtsverbrechen durch internationale Strafgerichte fand jedoch nicht statt.
Dies änderte sich erst 1993 durch die Schaffung des Internationalen Strafgerichtshofs für das ehemalige Jugoslawien (auch Jugoslawien-Tribunal oder ICTY genannt) sowie des Internationalen Strafgerichtshofs für Ruanda (auch Ruanda-Tribunal oder ICTR genannt) im Jahr 1995. Diese vom UN-Sicherheitsrat eingesetzten Ad-hoc-Tribunale sind in ihrer Zuständigkeit zeitlich und räumlich begrenzt auf Völkerrechtsverbrechen im Zuge der Jugoslawienkriege seit 1991 bzw. den Völkermord in Ruanda im Jahr 1994. Durch ihre Rechtsprechung haben beide Ad-hoc-Strafgerichtshöfe in einer Reihe von Grundsatzentscheidungen wesentlich zur Fortentwicklung und Präzisierung des Völkerstrafrechts beigetragen.
Vorläufiger Höhepunkt der Entwicklung des Völkerstrafrechts war die Schaffung des Internationalen Strafgerichtshofs mit Sitz in Den Haag durch das Römische Statut vom 17. Juli 1998. Nach Hinterlegung der 60. Ratifikationsurkunde hat der Gerichtshof am 1. Juli 2002 seine Arbeit aufgenommen. Erstmals in der Geschichte besteht ein ständiges internationales Gericht zur strafrechtlichen Verfolgung schwerster Menschenrechtsverletzungen. Gegenwärtig ist das Rom-Statut von 139 Staaten unterzeichnet und von 123 Staaten ratifiziert. Am 14. März 2012 fällte der IStGH im Prozess gegen Thomas Lubanga sein erstes Urteil.
Zur Umsetzung der Vorgaben aus dem Rom-Statut sind viele Staaten dazu übergegangen, völkerstrafrechtliche Regelungen in ihre nationalen Strafgesetze aufzunehmen. In Deutschland ist dies 2002 durch das Inkrafttreten des Völkerstrafgesetzbuches erfolgt. Im September 2015 ist vor dem 5. Strafsenat des OLG Stuttgart mit dem FDLR-Prozess das erste Verfahren nach dem Völkerstrafgesetzbuch erstinstanzlich abgeschlossen worden. Nach über vier Jahren Hauptverhandlung wurden Ignace Murwanashyaka und Straton Musoni zu 13 bzw. 8 Jahren Haft wegen der Förderung von Menschenrechtsverbrechen in Ruanda verurteilt.
Eine weitere neue Entwicklung im Völkerstrafrecht ist die Schaffung sog. Hybridgerichte in Sierra Leone und Kambodscha. Rechtsnachfolger der Ad-hoc-Tribunale für das ehemalige Jugoslawien und Ruanda ist der Internationale Residualmechanismus für die Ad-hoc-Strafgerichtshöfe.

## Rechtsquellen
Das Völkerstrafrecht ist ein Teilgebiet des Völkerrechts. Es beruht daher auch auf den gleichen Rechtsquellen: Völkervertragsrecht, Völkergewohnheitsrecht und allgemeine Rechtsgrundsätze (vgl. Art. 38 I lit a, b, c IGH Statut). Die wichtigste völkervertragliche Rechtsquelle ist das Römische Statut des Internationalen Strafgerichtshofes.
Das deutsche Völkerstrafgesetzbuch ist (ebenso wie vergleichbare Regelungen in anderen Staaten) ein nationales Gesetz und keine völkerrechtliche Rechtsquelle. Es soll nach der Gesetzesbegründung den Stand des Völkerstrafrechts widerspiegeln.

## Straftatbestände
Völkerrechtsverbrechen sind „schwerste Verbrechen, welche die internationale Gemeinschaft als Ganzes berühren“, (vgl. Abs. 4 der Präambel des IStGH-Statuts). Zu den Kernverbrechen (sog. core crimes) zählen:
- der Völkermord
- die Verbrechen gegen die Menschlichkeit,
- die Kriegsverbrechen und
- das Verbrechen der Aggression (Angriffskrieg).

Allen vier Kernverbrechen ist gemeinsam, dass die jeweils aufgezählten Einzeltaten (z. B. Tötung eines Menschen) immer in einem bestimmten Gesamtkontext organisierter Gewalt (sog. Kontextelement) geschehen müssen, um die Tat insgesamt als Völkerrechtsverbrechen qualifizieren zu können. Dies ist Folge der Zielrichtung des Völkerstrafrechts, Makrokriminalität (in der Regel staatlich organisierte Verbrechen) zu verfolgen. Kontextelement der Kriegsverbrechen ist der bewaffnete Konflikt, bei den Verbrechen gegen die Menschlichkeit der ausgedehnte oder systematische Angriff gegen die Zivilbevölkerung, beim Völkermord die (Absicht zur) Zerstörung einer bestimmten Gruppe und beim Aggressionsverbrechen der staatliche Aggressionsakt.

## Zuständige Gerichte

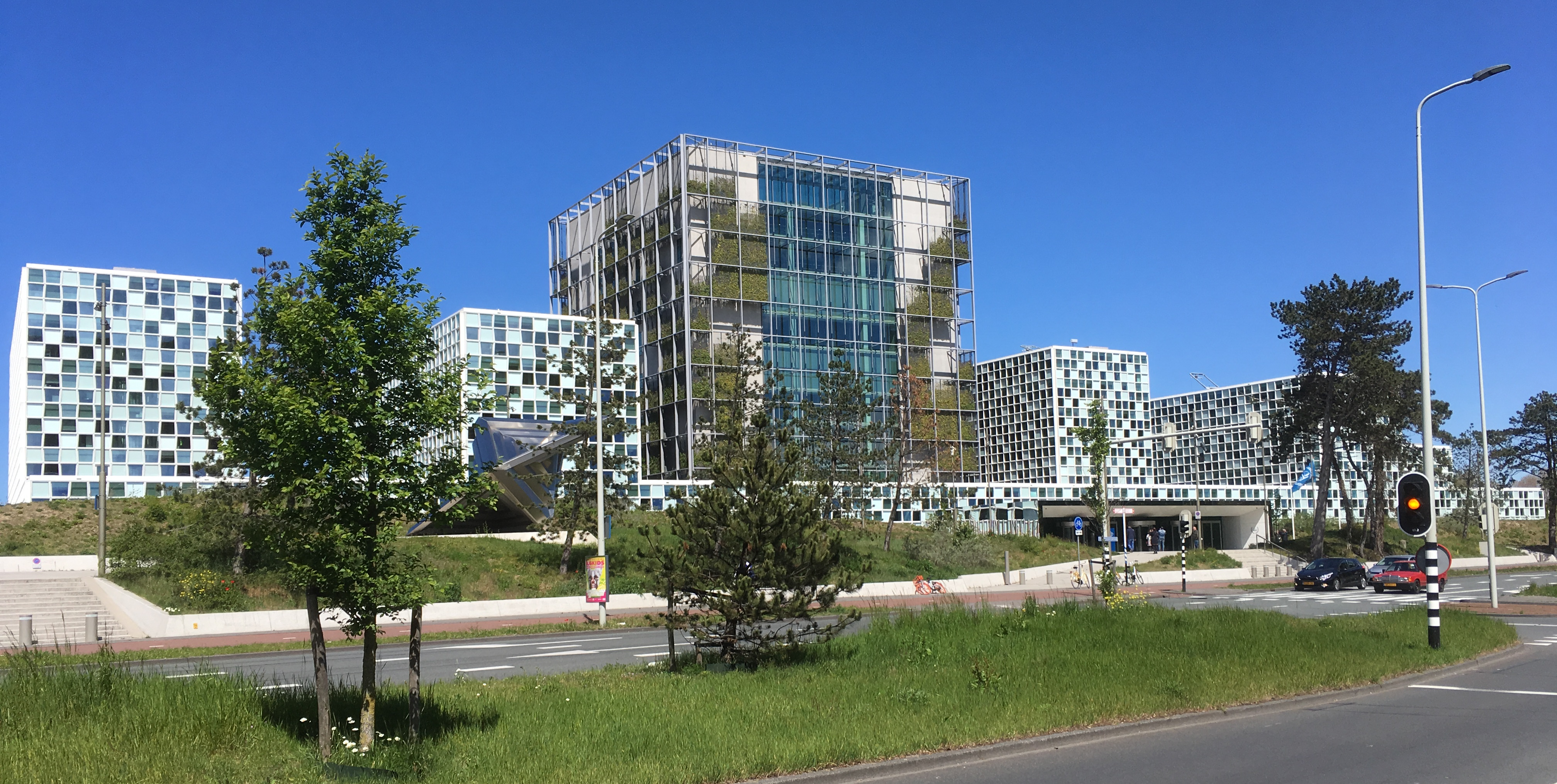
Das Gebäude des Internationalen Strafgerichtshofes in Den Haag

Das Völkerstrafrecht wird von nationalen Gerichten, internationalen Gerichten sowie in jüngster Zeit von Mischformen aus beiden (sog. Hybridgerichte) angewandt.
Völkerstrafrechtliche Gerichtsverfahren durch nationale Gerichte waren historisch z. B. die Nürnberger Nachfolgeprozesse oder das Verfahren gegen Adolf Eichmann vor dem Jerusalemer Bezirksgericht und sind gegenwärtig etwa Strafverfahren vor bundesdeutschen Gerichten nach dem Völkerstrafgesetzbuch. Hierbei gilt das Weltrechtsprinzip: Da sich Völkerrechtsverbrechen gegen international geschützte Rechtsgüter richten, ist jeder Staat im Grundsatz auch zur Ahndung von Taten in anderen Staaten berechtigt, ohne dass ein spezifischer Bezug zu dieser Tat bestehen muss.
Zu den internationalen Gerichten zählen der Internationale Militärgerichtshof, das Jugoslawien- und das Ruandatribunal sowie in allererster Linie der Internationale Strafgerichtshof. Zum Verhältnis vom Internationalen Strafgerichtshof zu den nationalen Gerichten ist insbesondere zu beachten, dass der IStGH nur nachrangig zuständig ist, wenn der eigentlich zuständige Staat zur Strafverfolgung von Völkerrechtsverbrechen selbst nicht willens oder nicht in der Lage ist (Grundsatz der Komplementarität, vgl. Art. 17 IStGH-Statut).
Hybridstrafgerichte beruhen sowohl auf nationalen als auch auf völkerrechtlichen Rechtsgrundlagen und setzen sich aus nationalen und internationalen Richterinnen und Richtern zusammen. Hierzu zählt etwa der Sondergerichtshof für Sierra Leone oder das Rote-Khmer-Tribunal.